# 아조레스 해류

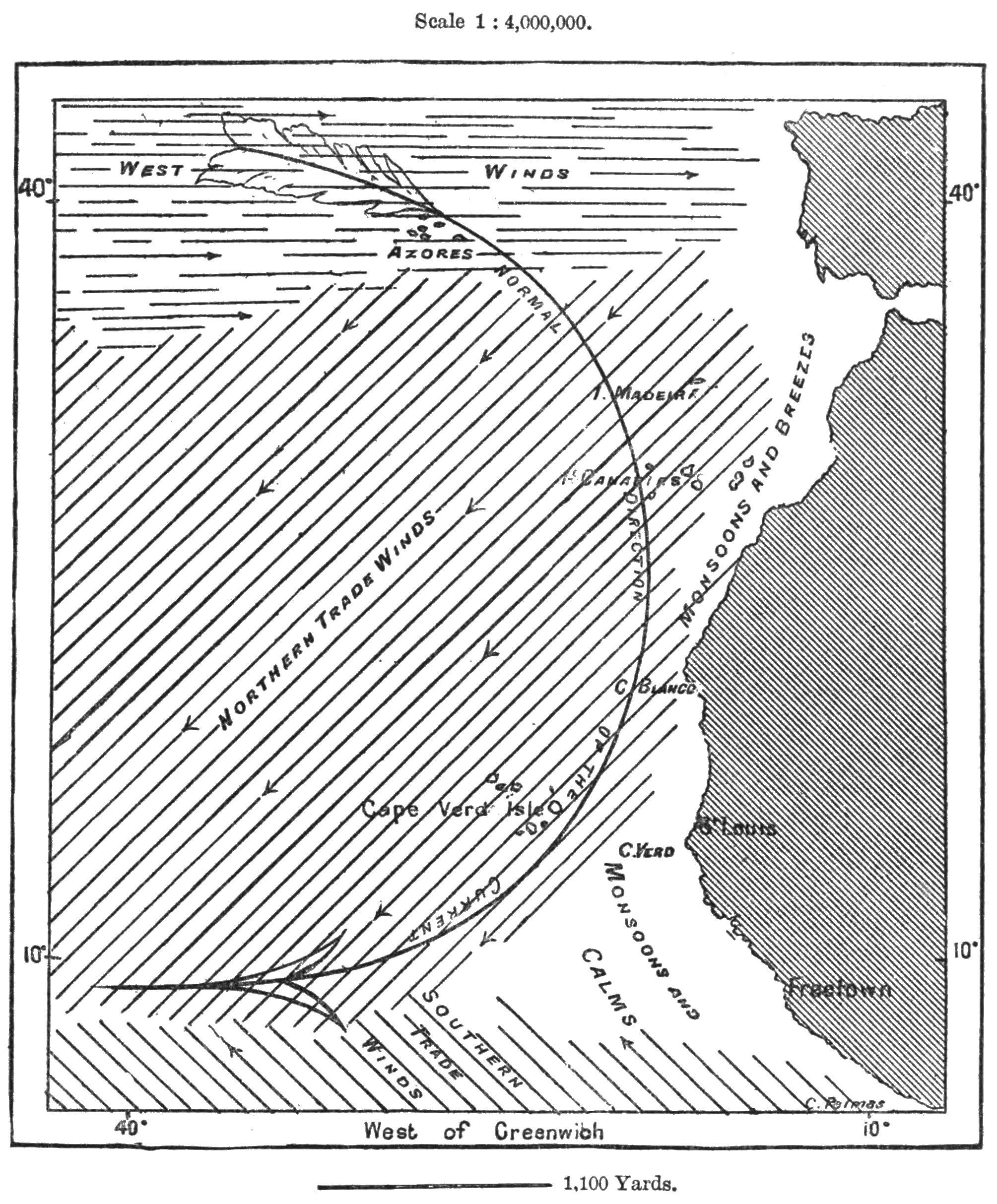
지도 40°N 근방에 아조레스 고기압을 나타낸 모습.

아조레스 해류(Azores Current)는 일반적으로 북대서양의 동쪽에서 남동쪽으로 흐르는 해류이다. 그랜드뱅크스 주변에서 기원하여 멕시코 만류가 두 분기로 나뉘다가 북쪽 분기는 북대서양 해류가 되고 남쪽 분기는 아조레스 해류가 된다.
최근 연구에 따르면 지중해로부터의 염수의 유입이 아조레스 해류를 강화시키는 역할을 한다고 보고되고 있다.